# Ambassade d'Algérie au Ghana
L'ambassade d'Algérie au Ghana est la représentation diplomatique de l'Algérie au Ghana, qui se trouve à Accra, la capitale du pays.

## Ambassadeurs d'Algérie au Ghana
- 2018-2021 : Delileche Youssef
- Depuis 2021 : Ali Redjel